# 스테파노 모로네
스테파노 모로네(이탈리아어: Stefano Morrone, 1978년 10월 26일 ~ )는 이탈리아 출신의 전 축구 선수이다. 현역 시절 포지션은 미드필더였다.